# Prohászka Ottokár Katolikus Gimnázium
A Prohászka Ottokár Katolikus Gimnázium (rövidítve: POKG) a Pest vármegyei Budakeszi városban található római katolikus 8 osztályos gimnázium, ahova főleg a Zsámbéki-medencében és Budapesten lakó diákok járnak és részesülnek keresztény nevelésben és oktatásban.
Az iskola névadója Prohászka Ottokár egykori székesfehérvári püspök.

## Története

### Alapítása
1990-ben alapította a Budakeszi egyházközség. 1991–1992 volt az 1. tanév, a rendszerváltás után visszakapott zárdaépületben, amiben az államosítás előtt is egyházi iskola működött. Kezdetben egy osztály volt azokban az évfolyamokban, amelyek nem 5.-ben kezdték a „Prohiban” a tanulmányaikat. Az újonnan alakult osztályoknál egy angolos és egy németes osztály indult 30–35 fős létszámmal.

### Jelene
Jelenleg kb. 500 diákja van a gimnáziumnak. Évfolyamonként két osztály indul, egyik angol, másik német nyelvet tanul, az alapműveltséget adó latin mellett. 9. osztálytól a helyett, a másik osztály idegen nyelvét kezdik tanulni a diákok.
Az iskolába írásbeli felvételi során lehet bekerülni, ahol számot kell adni matematikai, magyar nyelvi, a szóbeli felvételin pedig a vallási ismeretekről is.

## Tanárok
Jelenleg az iskolát vezetik:
- Igazgató: Jámbor Erzsébet
- Igazgatóhelyettesek: Fodor András és Bodnár Angelika

1997 óta a tanári csapat állandónak mondható, az iskola honlapján megtekinthető a névsor.

## Diákok
Az iskolában jó diákközösség alakult ki; ez annak is köszönhető, hogy sok diáknak oda járnak a szomszédai, testvérei, barátai, cserkész- és hittantársai. Túlnyomórészt mindenki ismer mindenkit, az iskola vezetése ezt az összetartozást „Prohászka nagy családjának” nevezi. Kisebb-nagyobb sikerrel ezen barátságok közösségek megmaradnak az érettségi után is.
A diákéletet nagyban felpezsdítik a nyári túrák, táborok, évközi sportnapok, Prohászka-napok és kerékpártúrák.

### Egykori diákjai
- Hábermann Lívia színésznő (*1982)